# Siempre en mi mente
Siempre en mi mente (Sus grandes éxitos) è la prima raccolta del cantante spagnolo Álex Ubago, pubblicata nel 2007 dalla Warner Music.

## Tracce
1. ¿Que Pides Tú?
2. A Gritos De Esperanza
3. Sin Miedo A Nada (Feat. Amaia Montero)
4. Hay Que Ver
5. Aunque No Te Pueda Ver
6. Dame Tu Aire
7. Cuanto Antes
8. Fantasía O Realidad
9. Viajar Contigo
10. Sigo Buscando
11. Siempre En Mi Mente
12. Temblando (Tema De Hombres G)
13. La Estatua Del Jardín Botánico (Tema De Radio Futura)
14. Esos Ojos Negros (Tema De Duncan Dhu)
15. Sigo Aquí [Treasure Planet] (Tema principal De La B.S.O. "El Planeta Del Tesoro")

## Classifiche
| Classifica (2007) | Posizione raggiunta |
| ----------------- | ------------------- |
| Messico           | 28                  |